# Красинське сільське поселення (Дубьонський район)
Кра́синське сільське поселення (рос. Красинское сельское поселение) — муніципальне утворення у складі Дубьонського району Мордовії, Росія. Адміністративний центр — село Красино.

## Історія
Станом на 2002 рік існували Красинська сільська рада (села Красино, Лівадка, селище Ольховка) та Ніколаєвська сільська рада (село Ніколаєвка).
24 квітня 2019 року було ліквідовано Ніколаєвське сільське поселення, його територія увійшла до складу Красинського сільського поселення.

## Населення
Населення — 788 осіб (2019, 989 у 2010, 1261 у 2002).

## Склад
До складу поселення входять такі населені пункти:
| Населений пункт  | Населення, осіб (2002) | Населення, осіб (2010) |
| ---------------- | ---------------------- | ---------------------- |
| Красино, село    | 439                    | 382                    |
| Лівадка, село    | 128                    | 105                    |
| Ніколаєвка, село | 622                    | 438                    |
| Ольховка, селище | 72                     | 64                     |